# Новая Цыганка (Молдова)
Новая Цыганка, Цыганка Ноуэ (рум. Țiganca Nouă) — село в Кантемирском районе Молдавии. Наряду с сёлами Цыганка и Гёлтосу входит в состав коммуны Цыганка.

## История
С 11.06.1964 по начало 1990 года село называлось Новая Стояновка.

## География
Село расположено на высоте 23 метров над уровнем моря.

## Население
По данным переписи населения 2004 года, в селе Новая Цыганка проживает 112 человека (50 мужчин, 62 женщины).
Этнический состав села:
| Национальность | Число жителей | Процентный состав |
| -------------- | ------------- | ----------------- |
| молдаване      | 110           | 98.21             |
| русские        | 2             | 1.79              |
| Всего          | 112           | 100%              |